# Hoofdklasse (Hockey)
Die Hoofdklasse (wörtlich: „Hauptklasse“) ist die höchste niederländische Feldhockeyliga und gleichzeitig eine der Hockeyligen mit dem höchsten spielerischen Niveau weltweit. Sie besteht sowohl bei den Herren als auch bei den Damen aus je zwölf Teams. Nach Hin- und Rückrunde ermitteln die vier bestplatzierten Mannschaften in einer Play-off-Runde (best of three) den niederländischen Meister.
Gegründet wurde die Hoofdklasse 1970, Meister in der Saison 2021/22 wurde bei den Herren der HC Bloemendaal und bei den Damen der HC ’s-Hertogenbosch.

## Saison 2006–2007
Herren
Relegation Hoofdklasse/Overgangsklasse
- Union – Pinoké 2:3 (0:1)
- Pinoké – Union 4:0 (3:0)
- Voordaan – Klein Zwitserland 3-2 (3-1)
- Klein Zwitserland – Voordaan 4-3 (0-3)
- Voordaan – Klein Zwitserland 6-5 n.7m (1-1,1:1)

Halbfinale (best of three):
- Stichtse CHC – HC Bloemendaal 0:2 (0:1)
- HC Bloemendaal – Stichtse CHC 2:1 (1:1)
- HC Rotterdam – HGC Wassernaar 4:2 (1:1)
- HGC Wassenaar – HC Rotterdam 1:0 n. V. (0:0,0:0)
- HGC Wassenaar – HC Rotterdam 5:2 n.7m (1:1,0:0)

Finale (best of three):
- HGC Wassenaar – HC Bloemendaal 2:3 n.V (1:0,2:2)
- HC Bloemendaal – HGC Wassenaar 2:1 (1:1)

## Saison 2010–2011
Herren
Relegation Hoofdklasse/Overgangsklasse
- Hurley – Haagsche Delftsche Mixed 0:1 (0:1)
- Haagsche Delftsche Mixed – Hurley 1:6
- Hurley – Haagsche Delftsche Mixed 1:0 n. V. (0:0,0:0)
- Klein Zwitserland – HC 's-Hertogenbosch 4:7 (2-2)
- HC 's-Hertogenbosch – Klein Zwitserland 4:3

Halbfinale (best of three):
- Rotterdam – Orange Zwart 2:6 (1:1)
- Bloemendaal – Rotterdam 3:2- (2:0)
- Orange Zwart – Amsterdam 3:4 (3:3,1:3)
- Amsterdam – Orange Zwart 5:4 n.7m (2:2,0:0)

Platz 3, dritter Europapokalstarter (best of three):
- Rotterdam – Orange Zwart 5:4 n.7m (1:1,1:1)
- Orange Zwart – Rotterdam 6:3 (3:1)
- Orange Zwart – Rotterdam 2:3 (2:2)

Finale (best of three):
- Amsterdam – Bloemendaal 3:2 (2:1)
- Bloemendaal – Amsterdam 5:6 n.7m (1:1,1:1)

## Niederländische Meister seit 1980
| Saison      | Herren                            | Damen                             |
| ----------- | --------------------------------- | --------------------------------- |
| 2024 – 2025 | Amsterdamsche H&BC                | HC ’s-Hertogenbosch               |
| 2023 – 2024 | SV Kampong                        | HC ’s-Hertogenbosch               |
| 2022 – 2023 | Pinoké                            | Amsterdamsche H&BC                |
| 2021 – 2022 | HC Bloemendaal                    | HC ’s-Hertogenbosch               |
| 2020 – 2021 | HC Bloemendaal                    | HC ’s-Hertogenbosch               |
| 2019 – 2020 | Abgesagt wegen COVID-19-Pandemie. | Abgesagt wegen COVID-19-Pandemie. |
| 2018 – 2019 | HC Bloemendaal                    | Amsterdamsche H&BC                |
| 2017 – 2018 | SV Kampong                        | HC ’s-Hertogenbosch               |
| 2016 – 2017 | SV Kampong                        | HC ’s-Hertogenbosch               |
| 2015 – 2016 | Oranje Zwart                      | HC ’s-Hertogenbosch               |
| 2014 – 2015 | Oranje Zwart                      | HC ’s-Hertogenbosch               |
| 2013 – 2014 | Oranje Zwart                      | HC ’s-Hertogenbosch               |
| 2012 – 2013 | HC Rotterdam                      | Amsterdamsche H&BC                |
| 2011 – 2012 | Amsterdamsche H&BC                | HC ’s-Hertogenbosch               |
| 2010 – 2011 | Amsterdamsche H&BC                | HC ’s-Hertogenbosch               |
| 2009 – 2010 | HC Bloemendaal                    | HC ’s-Hertogenbosch               |
| 2008 – 2009 | HC Bloemendaal                    | Amsterdamsche H&BC                |
| 2007 – 2008 | HC Bloemendaal                    | HC ’s-Hertogenbosch               |
| 2006 – 2007 | HC Bloemendaal                    | HC ’s-Hertogenbosch               |
| 2005 – 2006 | HC Bloemendaal                    | HC ’s-Hertogenbosch               |
| 2004 – 2005 | Oranje Zwart                      | HC ’s-Hertogenbosch               |
| 2003 – 2004 | Amsterdamsche H&BC                | HC ’s-Hertogenbosch               |
| 2002 – 2003 | Amsterdamsche H&BC                | HC ’s-Hertogenbosch               |
| 2001 – 2002 | HC Bloemendaal                    | HC ’s-Hertogenbosch               |
| 2000 – 2001 | HC ’s-Hertogenbosch               | HC ’s-Hertogenbosch               |
| 1999 – 2000 | HC Bloemendaal                    | HC ’s-Hertogenbosch               |
| 1998 – 1999 | HC Bloemendaal                    | HC ’s-Hertogenbosch               |
| 1997 – 1998 | HC ’s-Hertogenbosch               | HC ’s-Hertogenbosch               |
| 1996 – 1997 | Amsterdamsche H&BC                | HGC Wassenaar                     |
| 1995 – 1996 | HGC Wassenaar                     | HGC Wassenaar                     |
| 1994 – 1995 | Amsterdamsche H&BC                | SV Kampong                        |
| 1993 – 1994 | Amsterdamsche H&BC                | SV Kampong                        |
| 1992 – 1993 | HC Bloemendaal                    | HGC Wassenaar                     |
| 1991 – 1992 | HDM                               | Amsterdamsche H&BC                |
| 1990 – 1991 | HC Bloemendaal                    | Amsterdamsche H&BC                |
| 1989 – 1990 | HGC Wassenaar                     | HGC Wassenaar                     |
| 1988 – 1989 | HC Bloemendaal                    | Amsterdamsche H&BC                |
| 1987 – 1988 | HC Bloemendaal                    | HGC Wassenaar                     |
| 1986 – 1987 | HC Bloemendaal                    | Amsterdamsche H&BC                |
| 1985 – 1986 | HC Bloemendaal                    | HGC Wassenaar                     |
| 1984 – 1985 | SV Kampong                        | HGC Wassenaar                     |
| 1983 – 1984 | HC Klein Zwitserland              | Amsterdamsche H&BC                |
| 1982 – 1983 | HC Klein Zwitserland              | Amsterdamsche H&BC                |
| 1981 – 1982 | HC Klein Zwitserland              | HGC Wassenaar                     |
| 1980 – 1981 | HC Klein Zwitserland              | Amsterdamsche H&BC                |
| 1979 – 1980 | HC Klein Zwitserland              | Amsterdamsche H&BC                |